# Antepipona solstitialis
Antepipona solstitialis är en stekelart som först beskrevs av Henri Saussure 1856.  Antepipona solstitialis ingår i släktet Antepipona och familjen Eumenidae. Utöver nominatformen finns också underarten A. s. frogna.